# مزدوج (سكن)

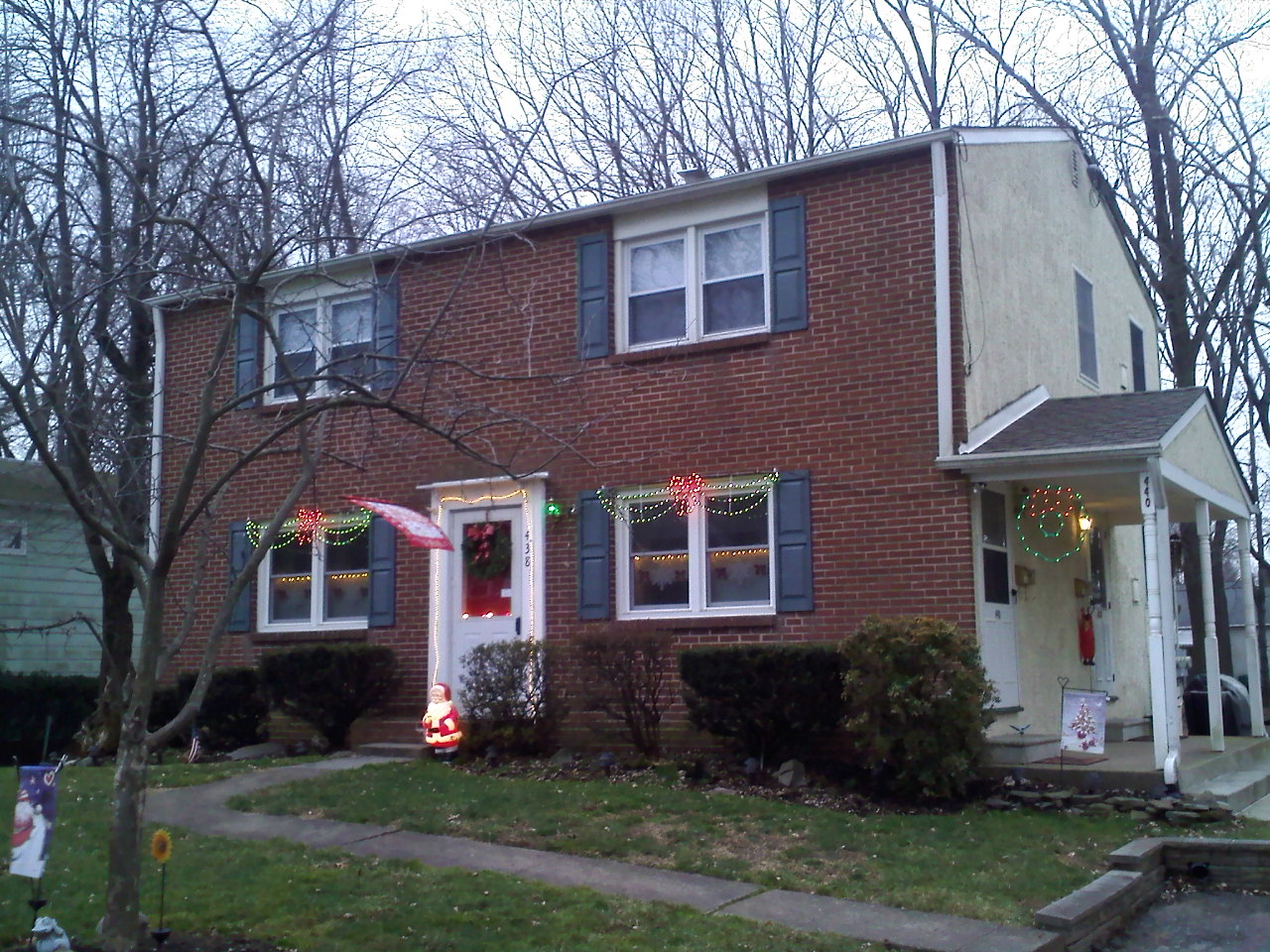
سكن مزدوج من طابقين في جنوب شرق ولاية بنسلفانيا.

المُزدوج أو البيت المودوج أو دوبلكس نوع من البنايات يوجد في بعض دول العالم مثل أمريكا وبعض الدول العربية مثل السعودية. وهو بناء يتكون من وجود مكانين للمعيشة مع مداخل منفصلة عن بعض. يُمكن للمزدوج أن يكون بيت من طابقين أو بيتًا من طابق واحد مفصول بجدار مشترك. ثمة نوع آخر يسمى السكن التوأم وهو أن يكون هناك بنائين منفصلين عن بعضهم وقد يسمى هذا النوع أحياناً سكن مُزدوج (دُبلكس).
لا يمكن إطلاق المصطلح «سكن مزدوج (دوبلكس)» على البناء الذي يحتوي على أكثر من وحدتين، فالمصطلح العام لهذا النوع غالباً (كما في السعودية) يسمى: وحدات سكنية.